# 雙魚-鯨魚座超星系團複合體
雙魚-鯨魚座超星系團複合體（Pisces–Cetus Supercluster Complex）是一個容納本超星系團即室女超星系團（包含本星系團裡面的本星系群（銀河系所在的星系群）的本超星系團）的超星系團或大尺度纖維狀結構。

## 發現
夏威夷大學天文學學院的天文學家R·布伦特·塔利在1987年確認了這個複合體。

## 範圍
雙魚-鯨魚座超星系團複合體的尺度是10億光年長，1億5千萬光年寬。它是到目前為止在宇宙中發現的最大結構之一，但不及個別的史隆長城（13億7千萬光年）、克劳斯-坎普萨诺超大类星体群（20億光年）、U1.11 LQG （25億光年）、Huge-LQG（40億光年）和武仙－北冕座長城（100億光年）長。
這個複合體有60個群集，並且估計總質量為 ×1018M☉。
據發現者描述，這個複合體由5個部分組成：
1. 雙魚-鯨魚超星系團
2. 包括英仙-雙魚超星系團的英仙-飛馬鏈，
3. 飛馬-雙魚鏈
4. 包括玉夫座超星系團和武仙座超星系團的玉夫座長城，
5. 拉尼亚凯亚超星系团，其包括我們所在的室女座超星系團(本超星系團)以及長蛇-半人馬超星系團[4]。

這個複合體是依據最富足的雙魚-鯨魚座超星系團命名。相較之下，我們所屬的室女座超星系團的質量只有1015 M☉，只是複合體總質量的0.1%。

## 图片

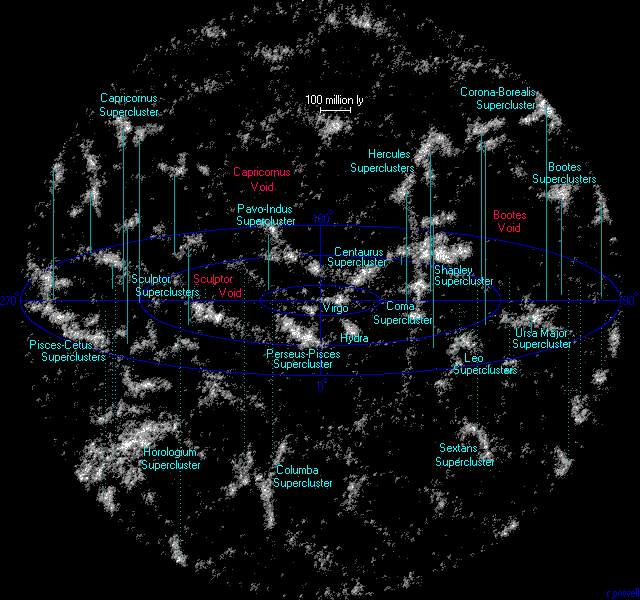
The Pisces-Cetus Supercluster Complex is the very long chain of galaxies from the Pisces-Cetus Superclusters, Sculptor Superclusters, the Perseus-Pisces Supercluster and the Virgo-Hydra-Centaurus Superclusters.

## 外部連結
- Map of the Pisces-Cetus Supercluster Complex （页面存档备份，存于）